# Une délicate affaire
Pour plus de détails, voir Fiche technique et Distribution.
Une délicate affaire (A Village Affair) est un téléfilm britannique réalisé par Moira Armstrong d'après le roman éponyme de Joanna Trollope et diffusé en 1995.

## Synopsis
une femme est mariée avec un riche homme.

## Fiche technique
- Scénario : Alma Cullen, Joanna Trollope
- Durée : 101 minutes
- Pays :  Royaume-Uni
- Format : Couleur
- Genre : Drame, romance lesbienne

## Distribution
- Sophie Ward : Alice Jordan
- Kerry Fox : Clodagh Unwin
- Nathaniel Parker : Martin Jordan
- Jeremy Northam : Anthony Jordan
- Michael Gough : Sir Ralph Unwin
- Claire Bloom : Cecily Jordan
- Barbara Jefford : Lady Unwin
- Peter Jeffrey : Peter Morris
- Rosalie Crutchley : Lettice Deverel
- Philip Voss : Richard Jordan
- Heather Canning : Elizabeth Meadows
- Dariel Pertwee : Juliet Dunne
- Linda Bassett : Gwen
- Sophie Walker : Michelle
- Sandra Voe : Mrs. Finch

## Anecdotes
Sophie Ward a déclaré : « C'est grâce à ce téléfilm que je suis devenue bisexuelle ». Elle est en couple avec Rena Brannan.